# Nazionale maschile di pallacanestro della Nigeria
La nazionale di pallacanestro della Nigeria è la rappresentativa cestistica della Nigeria ed è posta sotto l'egida della Federazione cestistica della Nigeria.

## Piazzamenti

### Olimpiadi
- 2012 - 10°
- 2016 - 11°
- 2020 - 10°

### Campionati del mondo
- 1998 - 13°
- 2006 - 14°
- 2019 - 17°

### Campionati africani
- 1972 - 12°
- 1978 - 6°
- 1980 - 11°
- 1985 - 7°
- 1987 - 8°

- 1992 - 5°
- 1995 -  3°
- 1997 -  2º
- 1999 -  2º
- 2001 - 5°

- 2003 -  2º
- 2005 -  3°
- 2007 - 5°
- 2009 - 5°
- 2011 -  3°

- 2013 - 7º
- 2015 -  1°
- 2017 -  2º
- 2021 - 12º

## Formazioni

### Olimpiadi
Pallacanestro ai Giochi della XXX Olimpiade - Torneo maschile4 Skinn, 5 Ibekwe, 6 Diogu, 7 Al-F. Aminu, 8 Dagunduro, 9 Oguchi, 10 Archibong, 11 Oruche, 12 Ugboaja, 13 Obasohan, 14 Ala. Aminu, 15 Oyedeji,        All. Ayo Bakare
Pallacanestro ai Giochi della XXXI Olimpiade - Torneo maschile4 Uzoh, 5 Umeh, 6 Diogu, 7 Ere, 8 Akognon, 9 Oguchi, 10 Okoye, 11 Ogide, 12 Gbinije, 13 Lawal, 14 Aminu, 15 Ibekwe,        All. Will Voigt
Pallacanestro ai Giochi della XXXII Olimpiade - Torneo maschile0 Okpala, 3 Agada, 8 Udoh, 10 Metu, 11 Emegano, 13 Oni, 15 Okafor, 20 Okogie, 22 Nnamdi, 33 Nwora, 34 Nwamu, 55 Achiuwa,        All. Mike Brown

### Campionati del mondo
Campionato mondiale maschile di pallacanestro 19984  Ogwudire, 5 Okon, 6 Ayinla, 7 Okonkwo, 8 Acha, 9 Owinje, 10 Nwosu, 11 Dare, 12 Awojobi, 13 Ekezie, 14 Aluma, 15 Okenwa,        All. Ayo Bakare
Campionato mondiale maschile di pallacanestro 20064 Akognon, 5 Ibekwe, 6 Oguchi, 7 Udoka, 8 Ere, 9 Varem, 10 Nwosu, 11 Obasohan, 12 Awojobi, 13 Muoneke, 14 Anagonye, 15 Nwankwo,        All. Sanni Ahmed
Campionato mondiale maschile di pallacanestro 20191 Iroegbu, 4 Uzoh, 5 Okoye, 6 Diogu, 7 Aminu, 8 Udoh, 10 Metu, 13 Zanna, 20 Okogie, 22 Nnamdi, 33 J. Nwora, 50 Eric,        All. Alex Nwora

### Campionati africani
Campionato africano maschile di pallacanestro 19924 Musa, 5 Odaudu, 6 Adeyemi, 7 Ikeobi, 8 Lateef, 9 Okunrinyo, 10 Skambo, 11 Odaudu, 12 Awojobi, 13 Vidal, 14 Tijjani, 15 Oluyomi,        All. -
Campionato africano maschile di pallacanestro 19954 Okonta, 5 Adamu, 6 Vidal, 7 Okunrinyo, 8 Acha, 9 Fakeye, 10 Folami, 11 Monday, 12 Udezue, 13 Ibrahim, 14 Effiong, 15 Abdulsalam,        All. -
Campionato africano maschile di pallacanestro 19974 Ujiri, 5 Nwosu, 7 Adamu, 8 Acha, 9 Okon, 10 Nwachukwu, 11 Ayinla, 12 Awojobi, 13 Suobo, 14 Aluma, 15 Okenwa,        All. -
Campionato africano maschile di pallacanestro 19994 Ogwudire, 5 Nwosu, 6 Odediran, 7 Okonkwo, 8 Acha, 9 Owinje, 10 Jubril, 11 Dare, 12 Awojobi, 13 Eze, 14 Ibrahim, 15 Oyedeji,        All. Ayo Bakare
Campionato africano maschile di pallacanestro 20014 Odaudu, 5 Nwosu, 6 Alayande, 7 Soyoye, 8 Acha, 9 Mohammed, 10 Jubril, 11 Fakeye, 12 Awojobi, 13 Odia, 14 Ibikunle, 15 Oyedeji,        All. Ayo Bakare
Campionato africano maschile di pallacanestro 2003Odia, Odaudu, Ogwudire, Ikpah, Baba, Mohammed, Varem, Tatt, Awojobi, Muoneke, Oyedeji, Nwankwo, All. Ayo Bakare
Campionato africano maschile di pallacanestro 20054 Ogwudire, 5 Badmus, 6 Oguchi, 7 Udoka, 8 Varem, 9 Mohammed, 10 Nwosu, 11 Ibekwe, 12 Awojobi, 13 Muoneke, 14 Eze, 15 Oyedeji,        All. Sam Vincent
Campionato africano maschile di pallacanestro 20074 Odia, 5 Badmus, 6 Oguchi, 7 Akindele, 8 Yusuf, 9 Mohammed, 10 Obazuaye, 11 Ugboaja, 12 Awojobi, 13 Gumut, 14 Anagonye, 15 Oyedeji,        All. Robert McCullum
Campionato africano maschile di pallacanestro 20094 Akingbala, 5 Anagonye, 6 Oguchi, 7 Akindele, 8 Efevbehra, 9 Umeh, 10 Akognon, 11 Ere, 12 Ugboaja, 13 Muoneke, 14 Obazuaye, 15 Egemonye,        All. John Lucas
Campionato africano maschile di pallacanestro 20114 Tat, 5 Udoka, 6 Obazuaye, 7 Usman, 8 Umeh, 9 Onyeuku, 10 Ofoegbu, 11 Gumut, 12 Ugboaja, 13 Obasohan, 14 Ukeagu, 15 Oyedeji,        All. Ayo Bakare
Campionato africano maschile di pallacanestro 20134 Uzoh, 5 Okoye, 6 Diogu, 7 Al-F. Aminu, 8 Olasewere, 9 Obasohan, 10 Lawal, 11 Oruche, 12 Ogide, 13 Gumut, 14 Ala. Aminu, 15 Oyedeji,        All. Ayo Bakare
Campionato africano maschile di pallacanestro 20154 Uzoh, 5 Umeh, 6 Diogu, 7 Al-F. Aminu, 8 Olasewere, 9 Oguchi, 10 Okoye, 11 Ogide, 12 Gbinije, 13 Lawal, 14 Ala. Aminu, 15 Oyedeji,        All. Will Voigt
Campionato africano maschile di pallacanestro 20170 Mbamalu, 1 Iroegbu, 2 Anuna, 3 Odunsi, 4 Dike, 5 Akingbala, 6 Diogu, 7 Akindele, 11 Yahaya, 15 Akakume, 32 Ochefu, 34 Nwamu,        All. Alex Nwora
Campionato africano maschile di pallacanestro 20210 Ogundiran, 3 Emelogu, 4 Utomi, 5 Omogbo, 11 Ndugba, 12 Agu, 13 Mordi, 14 Edogi, 15 Koko, 18 Nwafor, 22 Benjamin, 31 Domingo,        All. Mike Brown
Campionato africano maschile di pallacanestro 20250 Akobundu-Ehiogu, 1 Nuga, 2 Okogie, 3 Agada, 5 Okoye, 7 Omogbo, 8 Simon, 9 Igbanu, 13 Zanna, 17 Mekowulu, 23 Eke, 34 Nwamu,        All. Abdulrahman Mohammed

### AfroCan
FIBA AfroCan 20194 Dike, 5 David, 6 Istifanus, 7 Yakubu, 8 Afuwape, 9 Ijigba, 10 Nwaiwu, 11 Yahaya, 12 Agu, 13 Anthony, 14 Ajegbeyi, 15 Akitunde,        All. Ogoh Odaudu

### Giochi del Commonwealth
Pallacanestro ai XVIII Giochi del Commonwealth - Torneo maschile4 Nwoye, 5 Odaudu, 6 Ebikoro, 7 Usman, 8 Gumut, 9 Mohammed, 10 Jubril, 11 Gagara, 12 Ekpenyong, 13 Muoneke, 14 Ugboaja, 15 Oyedeji,        All. Sani Ahmed
Pallacanestro ai XXI Giochi del Commonwealth - Torneo maschile1 Iroegbu, 2 Ofoegbu, 3 Achiuwa, 4 Dike, 5 Usman, 6 Diogu, 8 Dung, 9 Yakubu, 10 Yahaya, 13 Istifanus, 15 Olatunji, 17 Orizu,        All. Alex Nwora

## Nazionali giovanili
- Nazionale Under-18
- Nazionale Under-16